# Asterix bei den Olympischen Spielen (Film)
Asterix bei den Olympischen Spielen (Originaltitel: Astérix aux Jeux Olympiques) ist die insgesamt dritte Realverfilmung der Asterix-Comics. Der Film basiert inhaltlich teilweise auf dem gleichnamigen Asterixband von René Goscinny und Albert Uderzo aus dem Jahr 1972. Er erschien am 31. Januar 2008 in den deutschen Kinos und zählt mit einem Produktionsbudget von etwa 78 Millionen Euro zu den teuersten Produktionen der europäischen Filmgeschichte. Die Dreharbeiten fanden unter anderem in Spanien und in Marokko statt.

## Handlung
Im antiken Griechenland des 1. Jahrhunderts v. Chr. verliebt sich der gallische Poet Romantix in die griechische Prinzessin Irina. Verzaubert von seinen Reimen wartet sie sehnsüchtig auf seine Ankunft, um ihn zu heiraten. Als Romantix im Palast ankommt und sich dort zunächst als Diener einschleicht, muss er jedoch feststellen, dass Irinas Vater, der griechische König Aderlas, bereits andere Pläne hat: Er möchte seine Tochter mit Brutus, dem Adoptivsohn Julius Cäsars vermählen, um sich mit Cäsar gut zu stellen.
Er lässt sich allerdings von Irina davon überzeugen, sie mit dem Sieger der Olympischen Spiele zu verheiraten. Daher nehmen nun sowohl Romantix als auch Brutus an den Spielen teil. Asterix und sein Freund Obelix reisen nun mit Miraculix und Troubadix aus ihrem Dorf ebenfalls nach Griechenland, um Romantix dabei zu helfen, die Olympischen Spiele zu gewinnen.
Brutus setzt sich das Ziel, die Olympischen Spiele zugunsten der Römer, vor allem aber zu seinen eigenen Gunsten zu manipulieren und anstelle seines Adoptivvaters Cäsar zum Herrscher des Römischen Reichs zu werden. Deshalb besorgt er sich von dem verrückten Erfinder Doktormabus und dessen Handlanger Vielverdrus mehrere Zaubermittel, um zu gewinnen und um Cäsar umzubringen. Alle Attentate scheitern jedoch. Die Gallier, die bei den Spielen ihren Zaubertrank eingesetzt haben, kommen in Schwierigkeiten, da ihnen bei einem „Käfertest“ diese Form des „Dopings“ nachgewiesen wurde. Somit darf Obelix nicht mehr teilnehmen und Romantix kommt ohne Zaubertrank nur schwer gegen die trainierten Athleten an. Brutus dagegen verwendet eine „EPO“ („Elixier Pro Olympia“) genannte Dopingsubstanz, die zwar offensichtlich ebenfalls zu übermenschlichen Leistungssteigerungen führt, aber beim Käfertest nicht nachweisbar ist.
Durch Brutus’ offensichtliche Zaubermittel und die Bestechung der olympischen Schiedsrichter entwickeln sich die Spiele allerdings zu einer Farce. Nachdem Asterix Caesar davon überzeugt hat, welchen Spott Rom ernten würde, sollten sie so gewinnen, bietet Caesar den Zuschauermassen an, das Wagenrennen zur entscheidenden Finaldisziplin zu erklären. Die Zuschauer stimmen jubelnd zu.
Brutus lässt daraufhin in der Nacht vor dem Rennen den Druiden Miraculix entführen, damit ihm dieser den Zaubertrank braut. Zusätzlich zwingt er die Schiedsrichter, die Käfer zu essen, mit denen die Athleten auf Doping getestet werden. Asterix und Obelix gelingt es aber, Miraculix zu befreien. Sie schmieden einen Plan, wie sie Brutus doch in die Quere kommen können.
Zu Beginn des Rennens versucht Brutus seine Gegner mit unfairen Mitteln in Unfälle zu verwickeln. So gelingt es ihm, alle Gegner außer den Galliern und Schumix auszuschalten. Er kann zwar Schumix Ferrari-roten Streitwagen auch sabotieren, Schumix kann aber auf einen Ersatzwagen wechseln (was damals in der Formel 1 auch noch möglich war). Da seine Sabotage nicht zum Sieg führt, flößt Brutus während des Rennens seinen Pferden den Zaubertrank ein, und gewinnt so vor Romantix und dem schnellen Germanen Schumix das Wagenrennen. Der von Irina beantragte Käfertest kann nicht durchgeführt werden, da die Käfer fehlen. Da Miraculix allerdings einen Farbstoff in den Zaubertrank gemischt hat, kann Asterix den Pferden und Brutus selbst die Einnahme nachweisen, wodurch Brutus disqualifiziert und Romantix zum Sieger erklärt wird.
Zuletzt versucht Brutus mit seinen Wachen, Caesar zu stürzen; es stellt sich jedoch heraus, dass die Wachen zu Caesar stehen. Somit kann Romantix nun seine Irina in die Arme schließen, und sie feiern ein Hochzeitsfest, bei dem sogar neue Sportideen für die Schiedsrichter entstehen. Brutus und seine Komplizen enden als Rudersklaven auf Cäsars Galeere.

## Hintergrund

### Besetzung
Christian Clavier, der die Rolle des Asterix in den ersten beiden Realfilmen übernahm, erklärte bereits im Vorfeld, dass er in einer dritten Comic-Verfilmung nicht als Asterix zur Verfügung stehe. Vier Spitzensportler der Entstehungszeit des Filmes, der deutsche siebenfache Formel-1-Weltmeister Michael Schumacher, der französische Fußballwelt- und Europameister Zinédine Zidane, die französische Tennisspielerin Amélie Mauresmo und der französische Basketballspieler und zweimalige NBA-Meister Tony Parker feiern im Film ihr Schauspiel-Debüt. Schumacher spielte den germanischen Wagenrennen-Teilnehmer Schumix. Die anderen drei Sportler spielten nur in der Abschlussszene mit. Zusammen mit Schumacher tritt auch sein langjähriger Ferrari-Teamchef Jean Todt auf. Im Soundtrack wird bei der Einführung von Cäsar Ennio Morricone mit seiner Musik zum Film Der Clan der Sizilianer zitiert.

### Comic und Film
Der Film orientiert sich nur lose an der Comicvorlage. Die Liebesgeschichte existiert im Comic nicht, ebenso wenig Brutus und die Verschwörung gegen Cäsar, der auch nicht in die Spiele eingreift. Dort ist der Grund der Teilnahme für die Gallier ein „offizieller Besuch“ eines römischen Zenturio im gallischen Dorf mit der vorgetragenen Bitte, sich dem Olympia-Training seines Athleten Musculus fernzuhalten, weil die Gallier diesen durch ihre Schnelligkeit und Stärke verunsichern. Dieser Sachverhalt inspiriert die Gallier im Comic jedoch erst zur Teilnahme an den Olympischen Spielen. Der sehr früh verunsicherte Athlet Musculus ist im Comic wie im Film eine zentrale Figur. Im Comic verunsichern Asterix und Obelix später vorübergehend alle anderen Athleten einschließlich der Griechen durch ihre übermenschlichen Leistungen. Auch hier ist Doping ein zentrales Thema: Der Zaubertrank wird den Galliern verboten, und die Römer werden in beiden Versionen des Dopings mit Hilfe des gestohlenen Zaubertranks überführt – im Comic allerdings nur einmal am Ende.
Der Abschlusswettbewerb im Comic – dort ein 24-Stadien-Laufwettbewerb nur für Römer – dient dazu, die römischen Besatzer zu besänftigen, nachdem die griechischen Athleten den Römern in allen Wettbewerben haushoch überlegen sind. Im Film dagegen sind römische und griechische Athleten etwa gleich stark.

## Synchronisation
Die deutsche Synchronbearbeitung entstand durch die Synchronfirma PPA-Film, München. Für Dialogbuch und -regie war Pierre Peters-Arnolds verantwortlich.

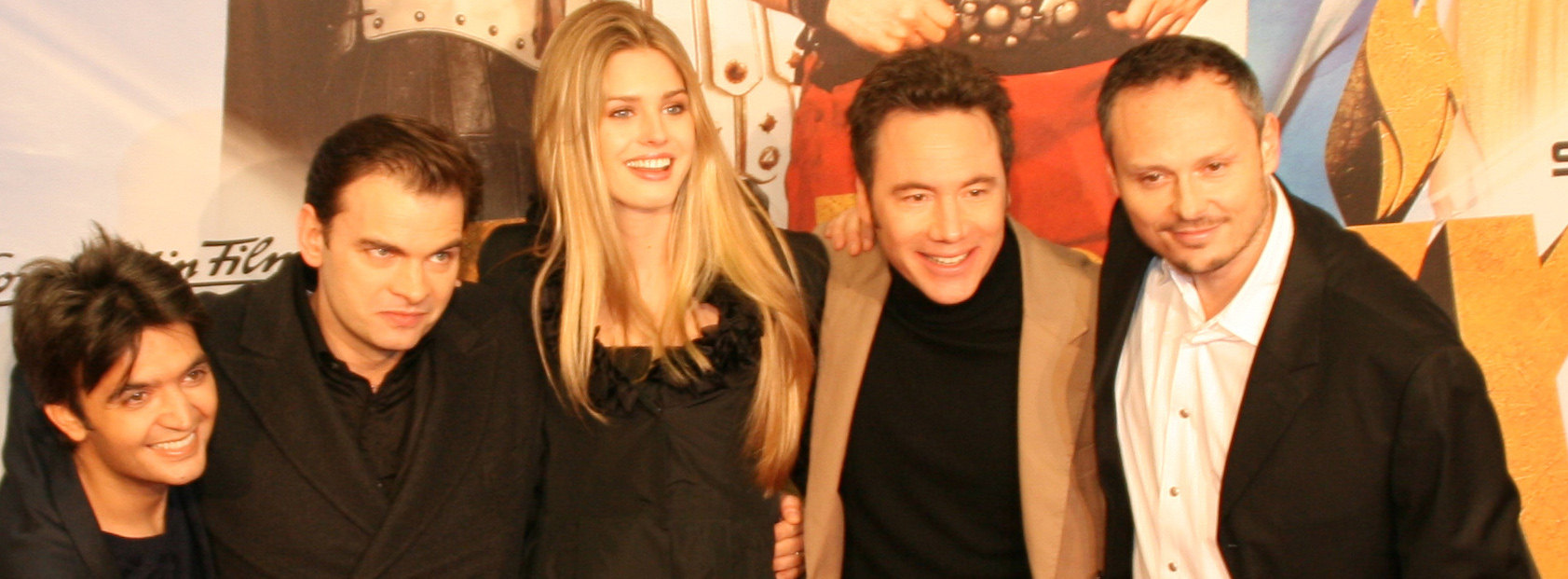
Regisseur Thomas Langmann, Clovis Cornillac, Vanessa Hessler, Michael Herbig und Regisseur Frederic Forestier (v.l.) bei der Filmpremiere in München (Januar 2008)

| Rolle                                   | Darsteller             | Synchronsprecher       |
| --------------------------------------- | ---------------------- | ---------------------- |
| Asterix                                 | Clovis Cornillac       | Michael Pan            |
| Obelix                                  | Gérard Depardieu       | Manfred Lehmann        |
| Miraculix                               | Jean-Pierre Cassel     | Rüdiger Evers          |
| Aderlas                                 | Bouli Lanners          | Hans Hohlbein          |
| Alafolix / Romantix                     | Stéphane Rousseau      | Pascal Breuer          |
| Alpha                                   | Luca Bizzari           | Stefan Evertz          |
| Assurancetourix / Troubadix             | Franck Dubosc          | Benedikt Gutjan        |
| Beta                                    | Élie Semoun            | Thomas Darchinger      |
| Brutus                                  | Benoît Poelvoorde      | Ulrich Frank           |
| Claudius Cornedurus / Claudius Musculus | Jérôme Le Banner       | Ole Pfennig            |
| Couverdepus / Vielverdrus               | José Garcia            | Santiago Ziesmer       |
| Doktormabus                             | Santiago Segura        | Kai Taschner           |
| Erzähler                                | Pierre Tchernia        | Friedrich Schoenfelder |
| Francix Lalanix                         | Francis Lalanne        | Jaron Löwenberg        |
| Humungus                                | Nathan Jones           | Tilo Schmitz           |
| Jean Todt                               | Jean Todt              | Alexander Pelz         |
| Julius Cäsar                            | Alain Delon            | Thomas Fritsch         |
| Majestix                                | Éric Thomas            | Hartmut Neugebauer     |
| Methusalix                              | Sim                    | Horst Sachtleben       |
| Madame Methusalix                       | Adriana Karembeu       | Ranja Bonalana         |
| Numerik                                 | Stéphane de Groodt     | Bernd Vollbrecht       |
| Numerobis                               | Jamel Debbouze         | Bernhard Völger        |
| Numérodix / Zinédine Zidanis            | Zinédine Zidane        | Valérien Ismaël        |
| Obstinatus                              | Alexandre Astier       | Pierre Peters-Arnolds  |
| Omega                                   | Paolo Kessissoglu      | Steffen Wink           |
| Pasunmotdeplus / Redkeinstus            | Michael 'Bully' Herbig | Michael 'Bully' Herbig |
| Prinzessin Irina                        | Vanessa Hessler        | Dennenesch Zoudé       |
| Schumix                                 | Michael Schumacher     | Michael Schumacher     |
| Sportlehrer                             | –                      | Claus-Peter Damitz     |
| Automatix                               | Eduardo Gómez          | Ekkehardt Belle        |
| Fischverkäuferin                        | –                      | Claudia Schmidt        |

## Kritiken
Der Film wurde von den Kritikern regelrecht verrissen. Hauptaugenmerk waren dabei zunächst die Darsteller, die laut dem film-dienst „hinter den Erwartungen zurückbleiben“. Während von der Internetplattform filmstarts.de generell eine „schwache Charakterzeichnung“ festgestellt wird, hebt die Berliner Zeitung besonders die „Talentlosigkeit“ von Vanessa Hessler in der Rolle der Irina hervor: „Sie [Vanessa Hessler] befindet sich gewissermaßen in einem dauernden Schauspiel-Stand-by – egal, ob sie Verliebtheit, Keckheit, Bedächtigkeit oder Zorn mimisch unter die Leute bringen soll.“ Vom Bayerischen Rundfunk wurde dahingegen Alain Delon als selbstverliebter Julius Caesar gelobt, „weil der eitle Altstar [Delon] sich dank seiner Dialogzeilen wenigstens noch selbst karikieren kann“. Die Auftritte von Michael Schumacher und Zinédine Zidane wurden als „überflüssig“ abqualifiziert.
Dem Film an sich mangele es trotz „tollen Effekten und eines herzhaften Budgets“ an Einfallsreichtum. Er sei ein „fades europäisches Potpourri mit […] schlichten Witzen“, schreibt br-online. Die Berliner Zeitung meint, der Film sei „öde, witzlos, gähnend langweilig“, kurzum „ein Desaster“. Der film-dienst kritisiert, der Film ersetze den Einfallsreichtum der Vorlage durch groben Klamauk und verstehe die satirischen Elemente der Vorlage nicht zu nutzen. Die Abweichung von der Vorlage kritisiert auch der Bayerische Rundfunk: „Den Rahmen bietet ein weit vom Original entferntes Drehbuch, das vor faden Gags und bemühten Anspielungen geradeso strotzt.“ Das Ganze erscheint als „seelenloses und gescheitertes Sketch-Spektakel“. Bemängelt wurde darüber hinaus die „uninteressante Liebesgeschichte, die Anlass zu allerlei nervtötenden Anal- und Kopulationswitzen bietet“ und einen zu großen Storyanteil einnimmt.

## Auszeichnungen
Asterix bei den Olympischen Spielen gewann beim Gérard du cinéma 2008, dem französischen Äquivalent der Goldenen Himbeere, den Preis für den schlechtesten Film des Jahres 2008 sowie in zwei weiteren Kategorien.